# 卡特菲什帕拉代斯 (亚利桑那州)
卡特菲什帕拉代斯（英語：Catfish Paradise）是位於美國亞利桑那州莫哈維縣的一個非建制地區。該地的面積和人口皆未知。

## 地理
卡特菲什帕拉代斯的座標為34°44′28″N 114°29′15″W / 34.74111°N 114.48750°W，而該地的平均海拔高度為146米（即479英尺）。